# Slaget ved Fort Royal
Slaget ved Fort Royal var et søslag udkæmpet ved Fort Royal, Martinique i Vestindien under den Amerikanske uafhængighedskrig den 29. april 1781 mellem den britiske Royal Navy og den franske flåde.
| Historie | Spire Denne historieartikel er en spire som bør udbygges. Du er velkommen til at hjælpe Wikipedia ved at udvide den. |

14°36′N 61°15′V / 14.6°N 61.25°V